# Deklići
Deklići is een plaats in de gemeente Kaštelir-Labinci in de Kroatische provincie Istrië. De plaats telt 34 inwoners (2001).